# Monte Figogna
Il monte Figogna (804 m. s.l.m.), Monte Fighêugna in ligure), è un monte della val Polcevera situato nel comune di Ceranesi, nella città metropolitana di Genova. È comunemente detto "monte della Guardia", per la presenza sulla sua sommità del santuario di Nostra Signora della Guardia, importante centro della devozione mariana genovese.
Nel maggio 2007 è stato sede dell'arrivo di una tappa del Giro d'Italia.

## La Guardia

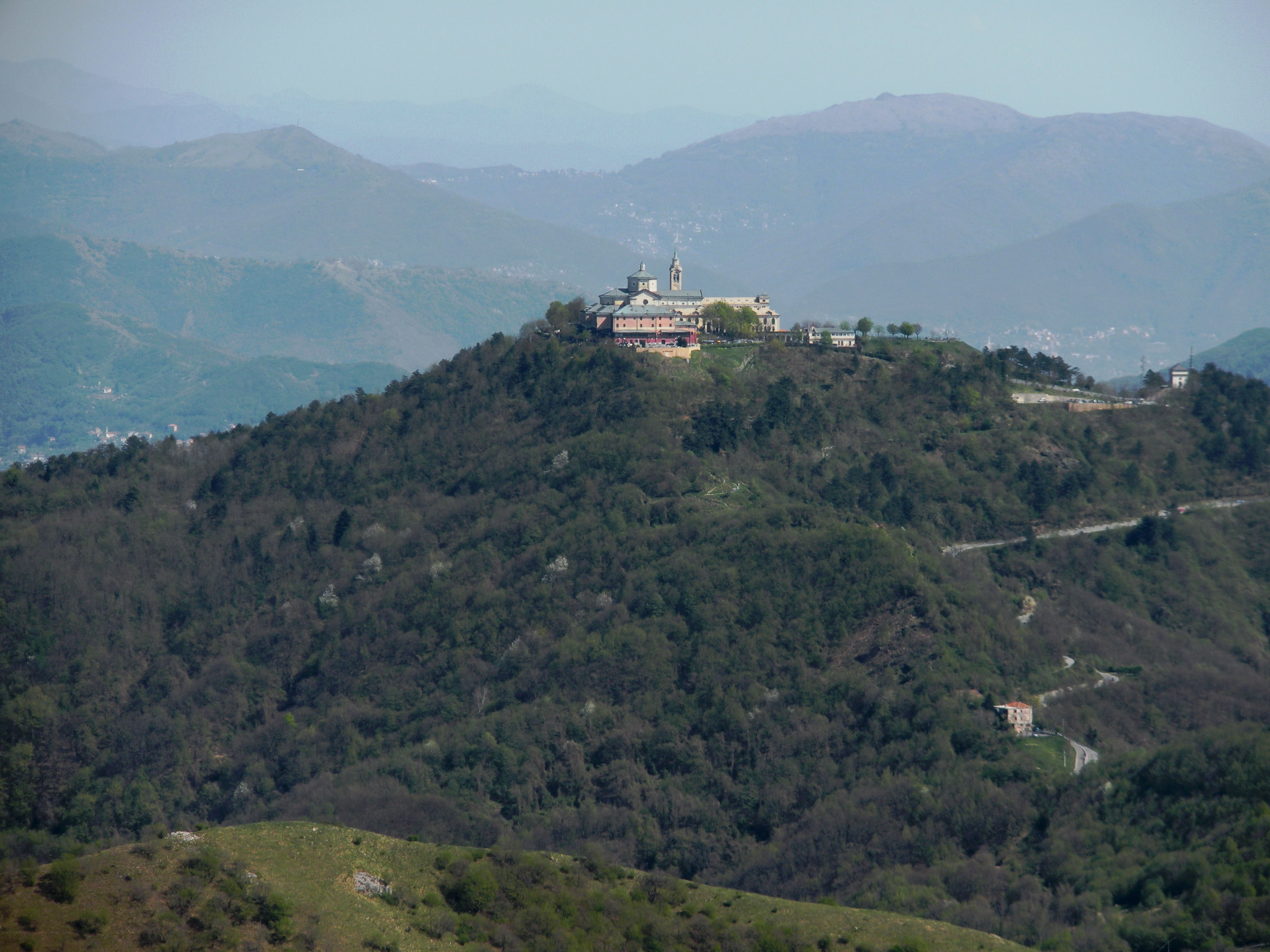
Panoramica da nord del monte Figogna e del santuario

Pare che la denominazione "Guardia" risalga al fatto che un tempo sorgesse su quel monte una postazione d'avvistamento per segnalare l'arrivo di nemici che scendendo dalla val Polcevera potessero minacciare Genova.
Anche in epoche più recenti il monte, per la sua posizione dominante la val Polcevera, fu sede di postazioni belliche, ad esempio nel corso degli eventi legati alla guerra di successione austriaca (1746-1747), quando vi furono sistemate delle trincee austriache e durante la seconda guerra mondiale quando poco sotto la vetta fu collocata una postazione contraerea.

## Il santuario

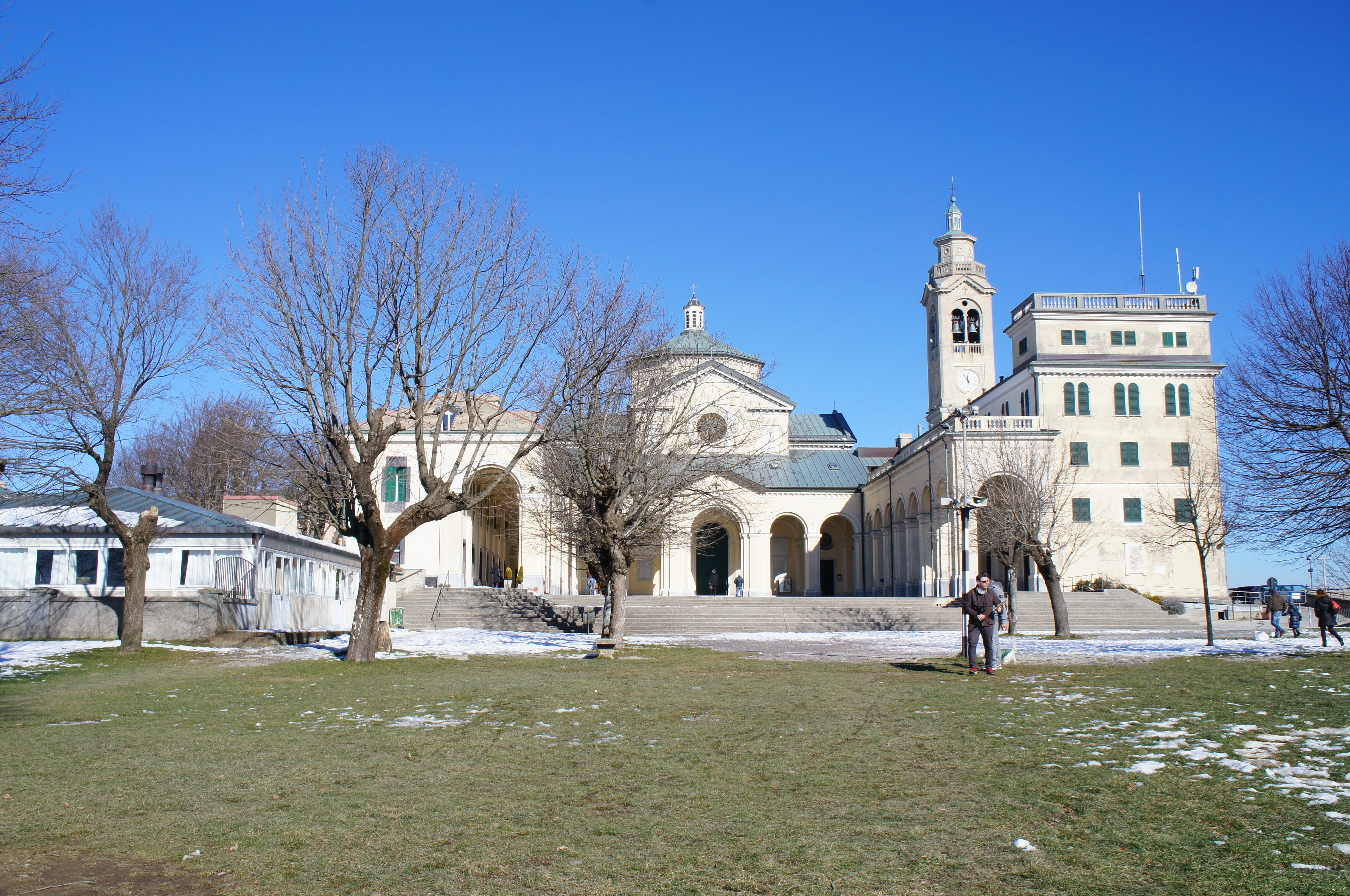
Il santuario della Guardia visto dal piazzale antistante

Il santuario trae origine da un fatto prodigioso, l'apparizione della Madonna ad un contadino del luogo, Benedetto Pareto avvenuta sul monte Figogna il 29 agosto 1490 .

Il santuario della Guardia è meta di pellegrinaggi da ogni parte d'Italia e soprattutto da parte dei fedeli genovesi, molto devoti alla Vergine. Il santuario della Guardia occupa tutta la sommità del monte Figogna, e si trova poco distante dalla cappelletta costruita sul luogo dove si considera avvenuto il miracolo della visione.
La chiesa, con l'annesso ospizio per i pellegrini, venne ricostruita alla fine dell'Ottocento in stile neorinascimentale, in forme ben più grandiose del precedente santuario. All'interno venne affrescata dall'Arzuffi e dal Santagata.

## La guidovia

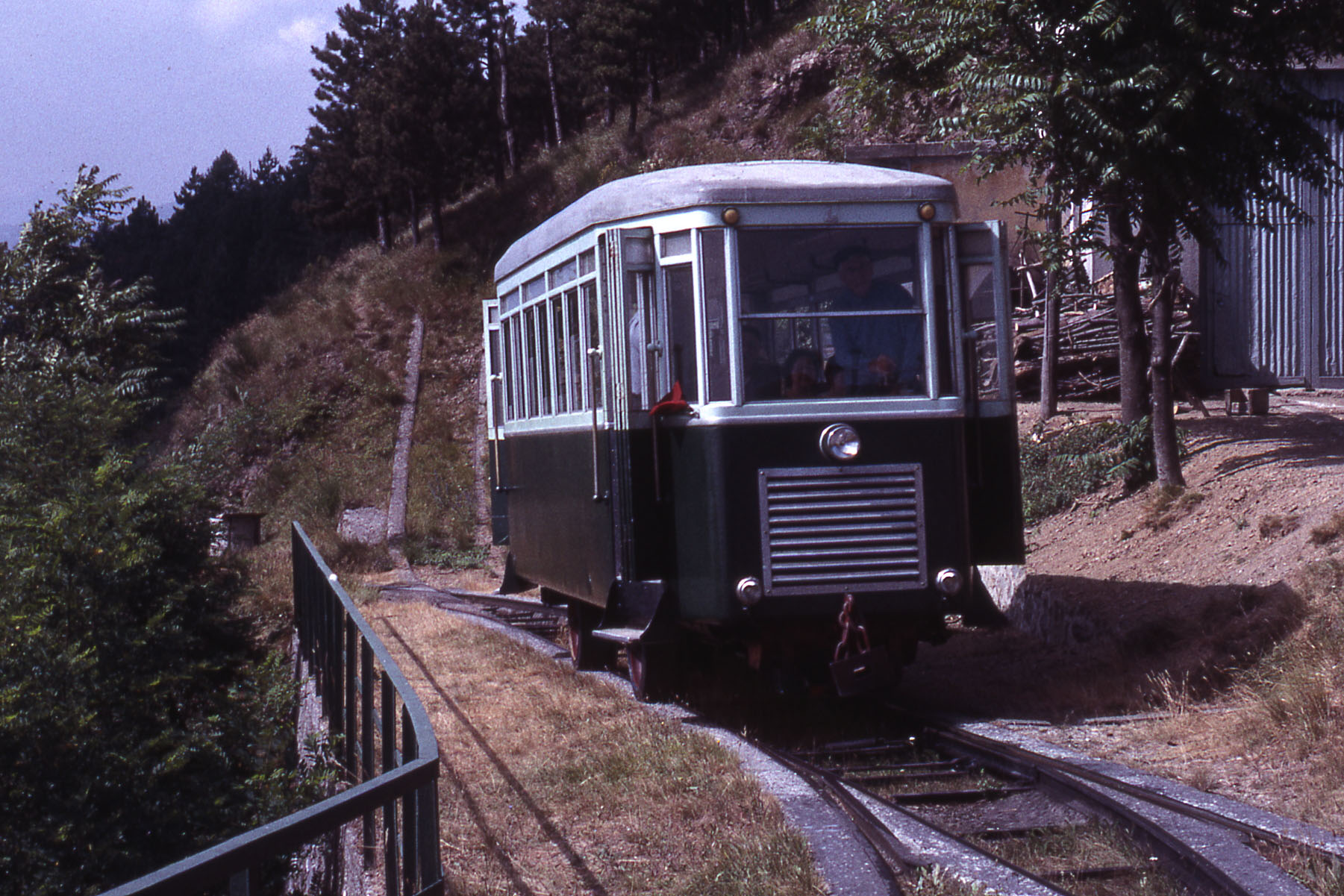
Immagine d'epoca della guidovia

Per arrivare al santuario il 28 luglio 1929 fu inaugurato un buon tratto della caratteristica Guidovia della Guardia (il percorso venne poi ultimato nel 1934) il cui uso fu per tanti anni molto apprezzato dai numerosissimi pellegrini (era anche l'unico modo per salire al santuario senza dover andare a piedi). Tuttavia l'apertura della nuova strada carrabile avvenuta nel 1963 ed asfaltata nel 1964 causò un crescente minor uso della guidovia.
Diventato antieconomico e scarsamente utilizzato, il servizio cessò definitivamente il 31 ottobre 1967. Il primo tratto del percorso, da San Quirico alla località Gaiazza del comune di Ceranesi è stato asfaltato e trasformato in una strada carrozzabile, mentre il restante tratto (da Gaiazza fino in prossimità della vetta), che conserva ancora tracce dei binari in cemento su cui correva la guidovia, nel 2006 è stato attrezzato come percorso verde e ginnico a cura del comune di Ceranesi.